# Museo d'arte cinese ed etnografico
Il Museo d'arte cinese ed etnografico ha sede in viale San Martino 8 a Parma, all'interno della casa madre dei Missionari Saveriani.
Considerato uno dei più importanti d'Europa, fu originariamente inaugurato nel 1901, ma la sua ultima completa ristrutturazione risale al 2012.

## Storia
L'Istituto Saveriano fu fondato nel 1895 dall'allora monsignor Guido Maria Conforti in una casetta di borgo Leon d'Oro a Parma. La prima idea di un museo dedicato alla conoscenza delle culture dei popoli ai quali destinare la missione evangelizzatrice nacque nel 1898, conseguentemente alla donazione da parte del conte senatore Fedele Lampertico di alcuni pezzi cinesi provenienti dall'Esposizione universale di Torino di quell'anno.
Nel 1900 partirono i lavori per la costruzione della casa madre dei Missionari Saveriani, che fu completata nel 1901, contemporaneamente all'inaugurazione del museo; in quello stesso anno i primi missionari rientrando alla sede portarono numerosi oggetti dalla Cina, arricchendo la neonata esposizione.
Negli anni successivi il museo si arricchì notevolmente in seguito al rientro dalla missione di padre Giovanni Bonardi, che portò con sé bronzi, porcellane, dipinti, monete e molto altro materiale e gestì fino al 1936 l'esposizione, che andava incrementandosi ad ogni ritorno in sede dei padri saveriani; il processo però cessò bruscamente nel 1948, quando i cambiamenti politici in Cina decretarono l'espulsione di tutti i missionari.
Durante la seconda guerra mondiale la collezione fu conservata al sicuro in una villa a Basilicanova, per poi ritornare nella sede nel 1950.
La casa madre fu notevolmente ampliata tra il 1957 e il 1959 e il museo fu spostato nella sede definitiva, in ambienti appositamente creati per esporre le collezioni d'arte cinese e il materiale etnografico, unitamente agli oggetti provenienti dalle altre missioni nel mondo avviate nel frattempo. Sotto la direzione di padre Giuseppe Toscano l'esposizione si arricchì di altro materiale, che consentì di creare un primo catalogo del museo nel 1965.
Nel 2010 iniziò un complesso intervento di ristrutturazione, che ampliò notevolmente la superficie espositiva; l'inaugurazione del nuovo museo avvenne il 1º dicembre del 2012.

## Percorso espositivo

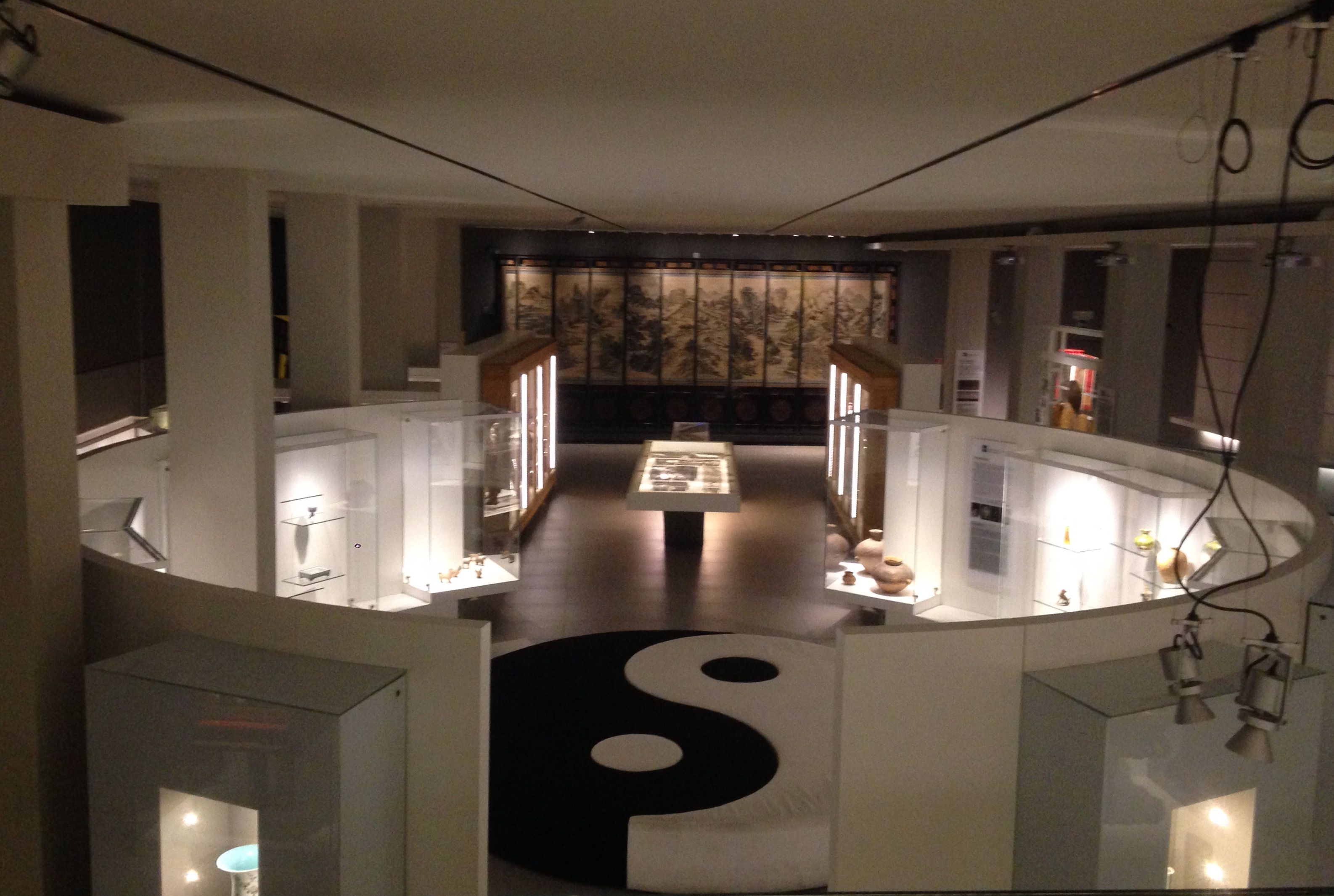
Area Cina

Il museo occupa, oltre al grande salone seminterrato originario, anche varie sale al piano terreno e al primo piano dell'ala est della casa madre: mentre il livello seminterrato è dedicato allo spazio Cina, al livello terreno si trovano la reception, lo spazio per le mostre temporanee e lo spazio Kayapò e infine al primo livello la sala didattica, l'ufficio, la biblioteca e la saletta archivio e documentazione.
Sono fondamentalmente cinque le aree destinate all'esposizione: l'area ingresso; l'area mostre temporanee; l'area Kayapò; l'area Africa; l'area Cina.

### Area Ingresso

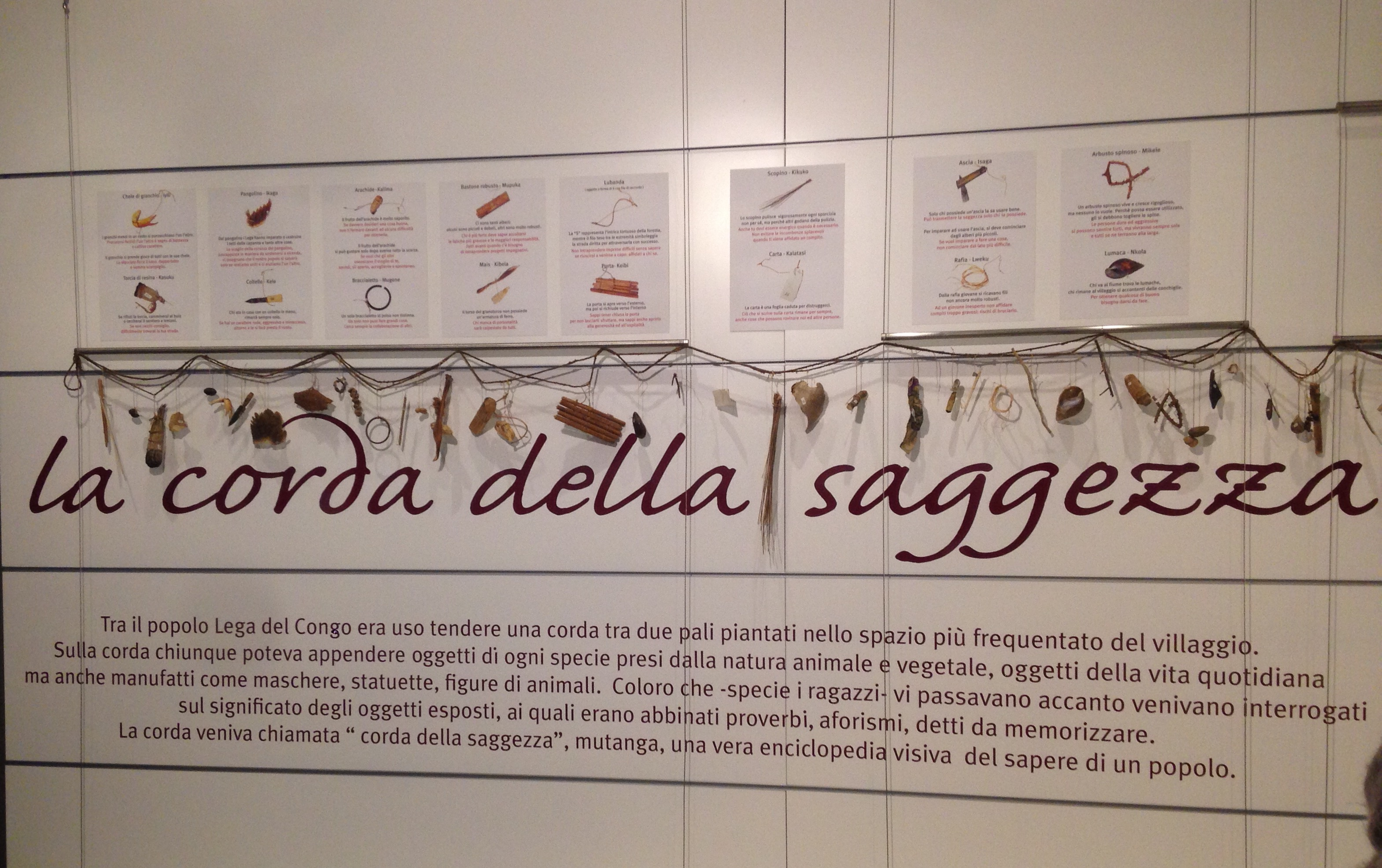
La "Corda della saggezza" della popolazione Lega del Congo

L'ingresso, suddiviso in tre diverse zone, è strutturato in modo da illustrare con filmati e foto la missione del museo e una breve sintesi delle culture dei vari popoli avvicinati durante l'opera missionaria.
All'inizio del percorso è collocato un pannello intitolato "La corda della saggezza", che illustra, con oggetti appesi ad una corda, le usanze e proverbi del popolo della Lega o Warega, un'etnia della Repubblica popolare del Congo, composta da circa 250 000 persone.

### Area Mostre temporanee
L'area, destinata ad esposizioni temporanee, ospita inoltre una serie di sagome dei padri saveriani più significativi per la lunga storia del museo.

### Area Kayapò

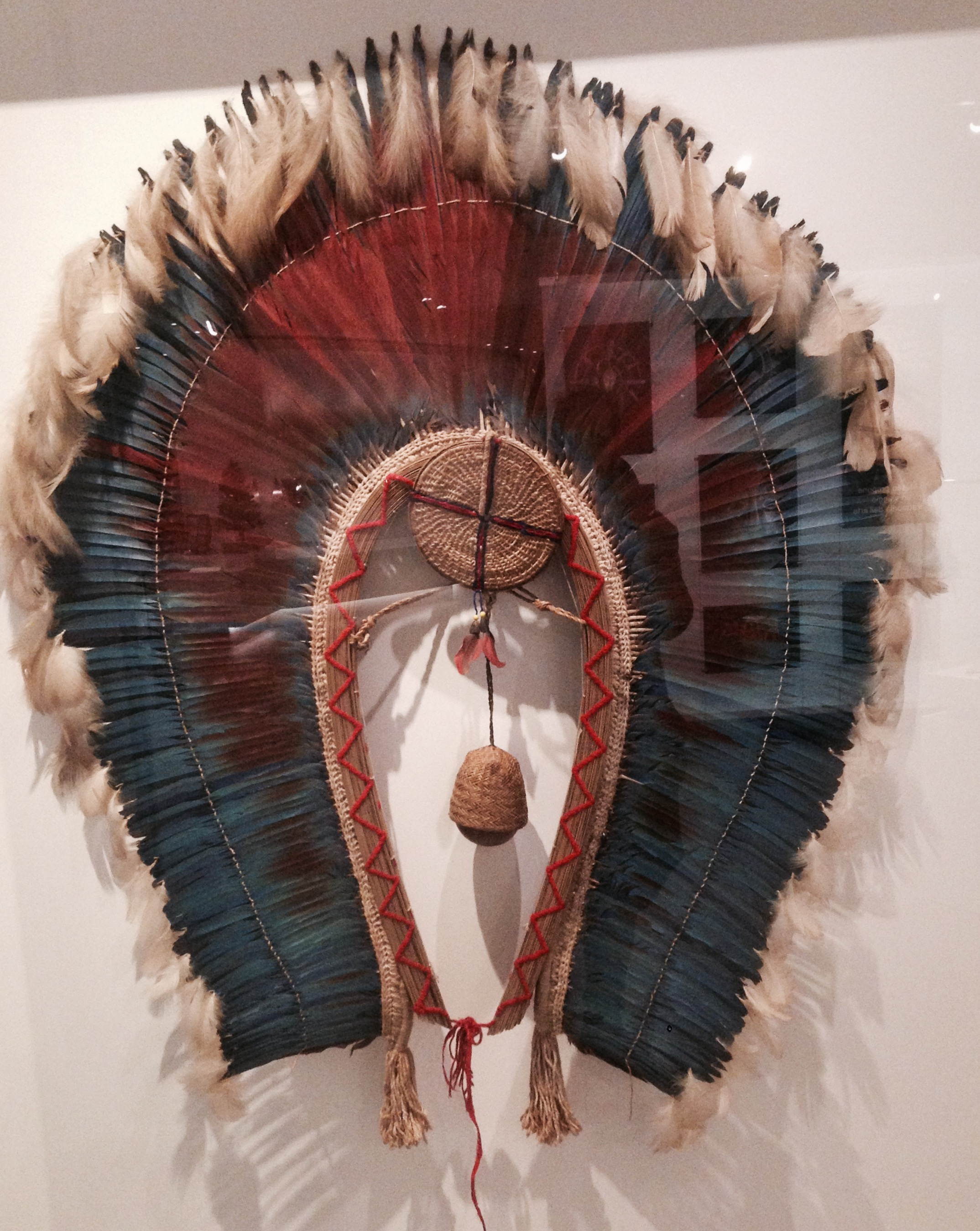
Diadema del popolo amazzonico dei Kayapò

L'area, che rappresenta la più completa collezione italiana relativa al popolo dei Kayapó, raccoglie la significativa quantità di 500 loro oggetti di uso quotidiano, pervenuti al museo grazie alla passione del padre saveriano Renato Trevisan, che ha vissuto circa 30 anni della sua vita a contatto con la piccola comunità amazzonica.
Una serie di pannelli descrive le loro caratteristiche e la loro cultura: la pittura corporale, le armi, i miti, i loro ideali di vita e il loro ambiente. Nella collezione è presente un diadema composto da piume caudali di pappagallo ara macao rosso e blu legate tra loro con fili di cotone, che un tempo era utilizzato nelle grandi celebrazioni; il suo ondeggiare sulla musica dava il senso del desiderio dell'uomo di volare.

### Area Africa

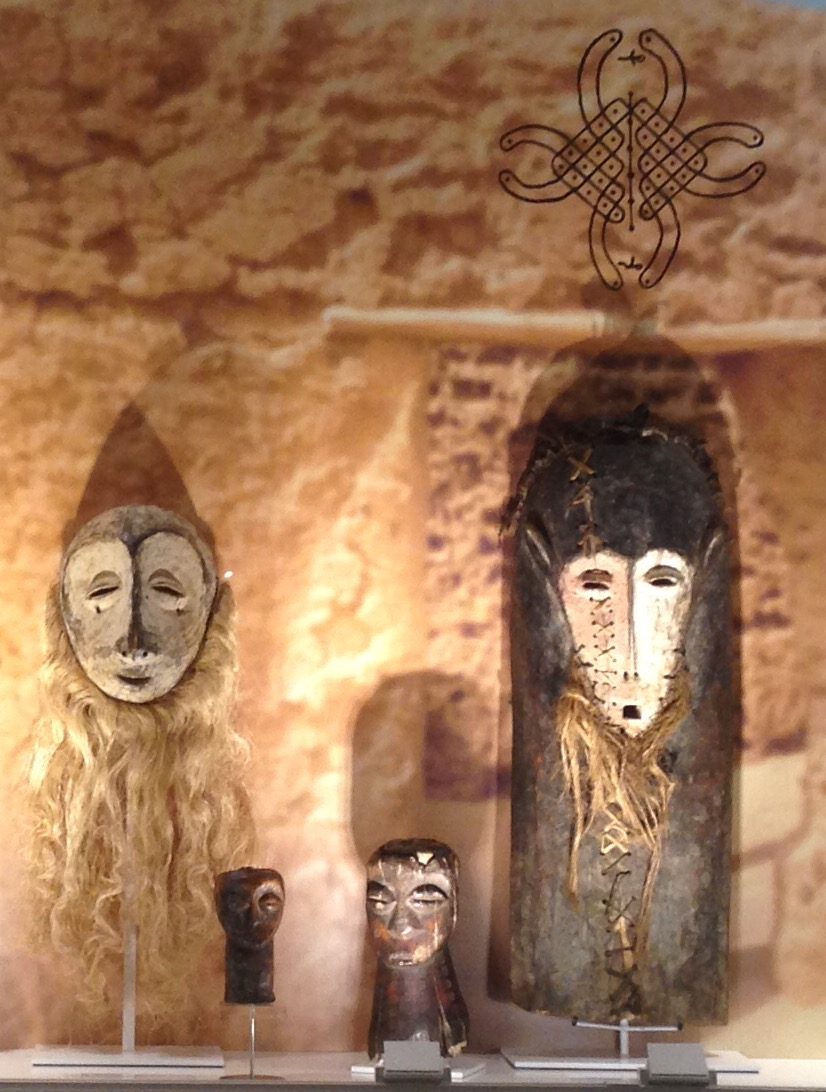
Maschere arte africana

Una piccola area riassume con alcuni oggetti la cultura dei popoli africani avvicinati nelle missioni delle epoche più recenti, in Congo (zona da cui giunge la maggior parte degli oggetti raccolti), Sierra Leone e Camerun.
Si possono osservare maschere usate per i riti funebri dell'area Kivu, oggetti vari dell'area Shabunda e assemblaggi cerimoniali composti da figure zoomorfe intagliate nel legno.

### Area Cina
L'area più importante, dedicata all'arte cinese, è raggiungibile attraverso una rampa che scende al centro del salone seminterrato, ricco di vetrine.

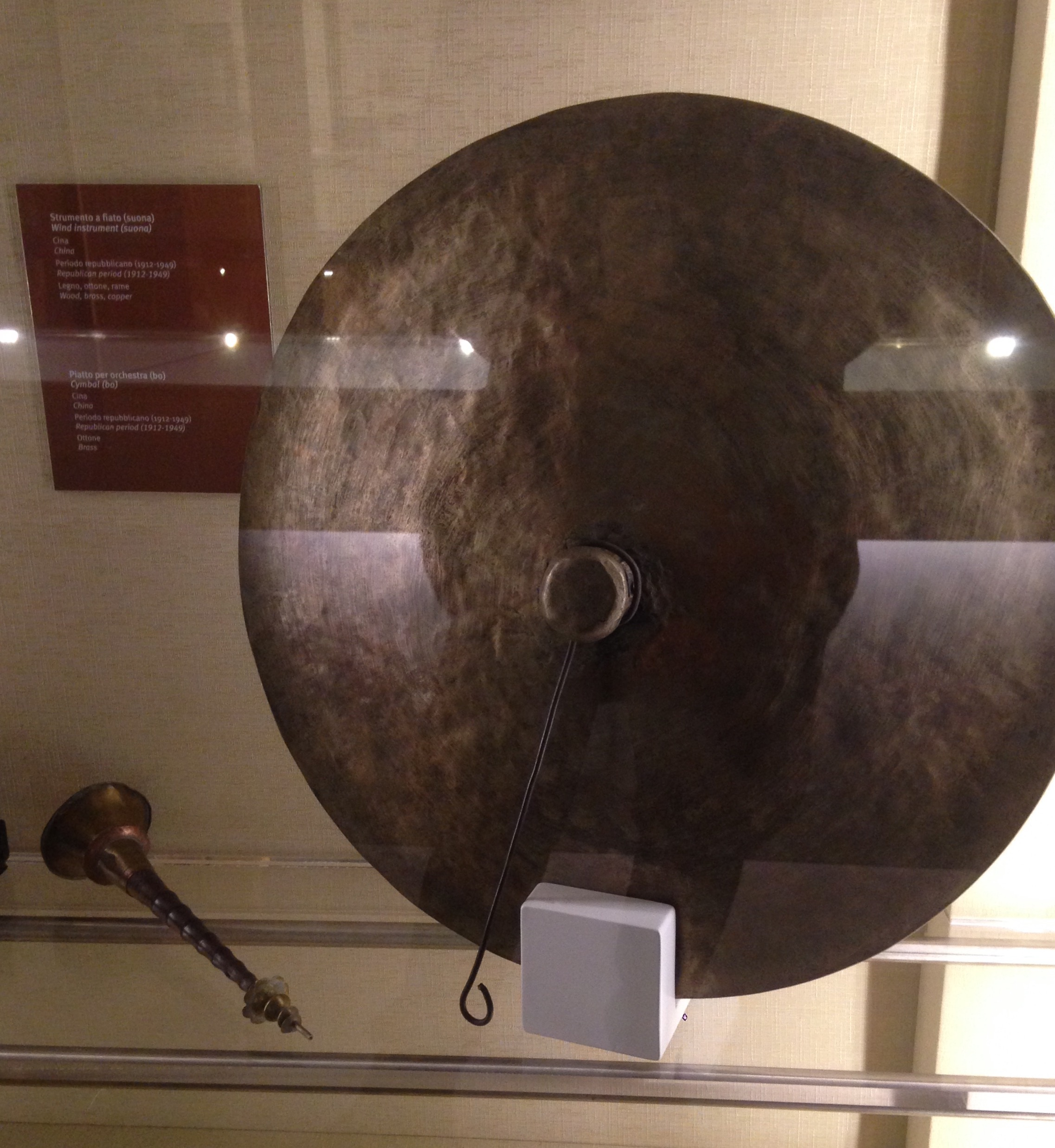
Strumenti musicali cinesi: strumento a fiato "suona" e piatto per orchestra Cymbal "Bo"

Tra gli oggetti in mostra, delle più svariate epoche, meritano particolare attenzione:
- le numerose terrecotte e porcellane cinesi;[10][8][3]
- un enorme taiji circolare (probabilmente il più grande d'Italia) con i simboli di yin e yang;[6][3]
- un grandioso paravento cinese a 12 ante;[6]
- il tavolo dei calchi (antica tradizione cinese che consentiva la riproduzione su carta ad inchiostro di testi filosofici o religiosi incisi su lastre di pietra);[11][3]
- lo studiolo di un letterato cinese;[6][3]
- le varie statue;[6][8][3]
- un abito di corte d'epoca Qing;[6][3]
- un grande Buddha in legno dorato;[6][8]
- il cassettone dei dipinti;[6][3]
- la ricchissima collezione numismatica, comprendente più di 5000 monete cinesi di vari periodi storici: periodo arcaico (3000-2100 a.C.), dinastia Qin, dinastia Han, periodo Wang Mang, dinastia Tang, dinastia Song, dinastia Ming e dinastia Yuan;[12][8][3]
- gli oggetti in bronzo;[13][8]
- i dipinti;[14]
- gli oggetti religiosi in avorio, legno, pietra e giada, di tradizione popolare;[15][8]
- gli oggetti di uso quotidiano, raccolti fin dall'origine del museo;[16]
- gli strumenti a fiato e percussione del periodo repubblicano (1912-1949).[17]

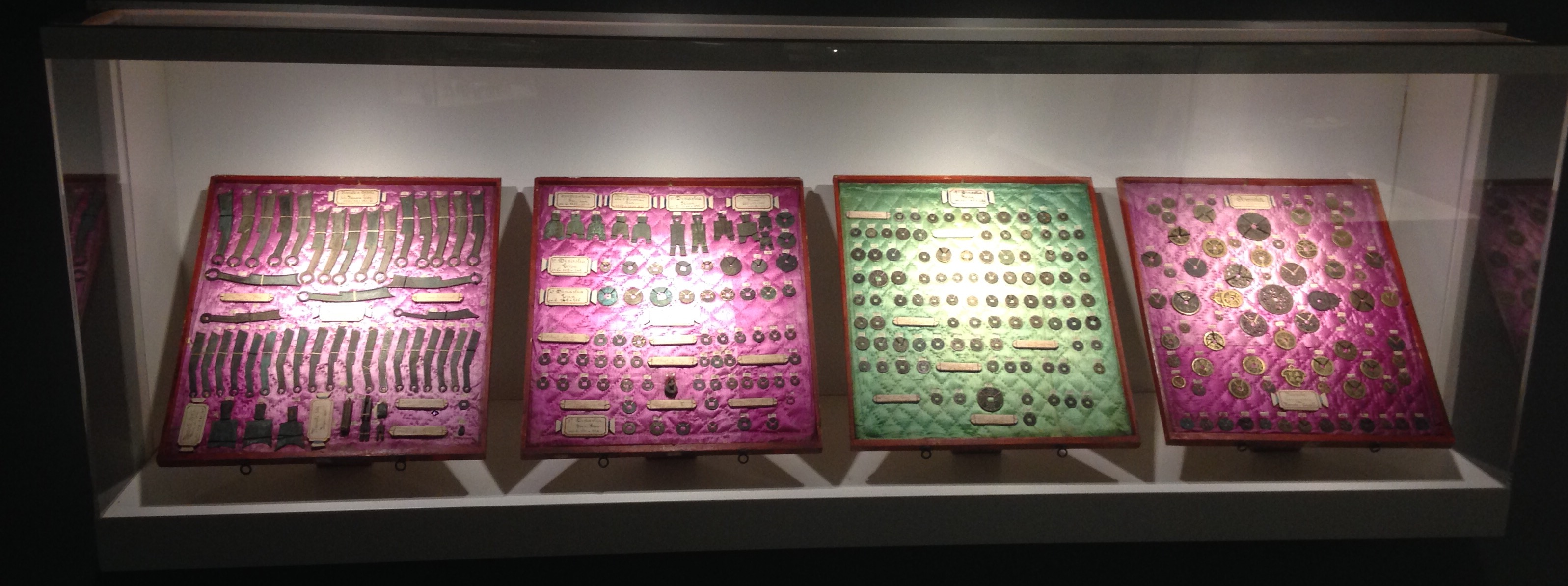
Collezione di monete cinesi